# Abram Deborine
 (octobre 2018).
Si vous disposez d'ouvrages ou d'articles de référence ou si vous connaissez des sites web de qualité traitant du thème abordé ici, merci de compléter l'article en donnant les références utiles à sa vérifiabilité et en les liant à la section « Notes et références ».
Abram Moïsseïvitch Deborine (russe : Абра́м Моисе́евич Дебо́рин Ио́ффе ; né le 16 juin 1881 et mort le 8 mars 1963) est un philosophe marxiste soviétique. Il est membre de l'académie des sciences de l'URSS (1929). Il était un avocat de la dialectique hégélienne. Deborine a gradué de l'Université de Berne en 1908.

## Quelques œuvres
- Введение в философию диалектического материализма. [Introduction à la philosophie du matérialisme dialectique], Prague, 1916.
- Людвиг Фейербах. Личность и мировоззрение. [Ludwig Feuerbach. Personnalité et vision du monde], Moscou, 1923.
- Ленин как мыслитель. [Lénine comme penseur], Moscou, 1926.
- Философия и марксизм. Сб. статей. [Philosophie et Marxisme], articles, Moscou-Léningrad, 1930.
- Очерки по истории материализма XVII—XVIII вв. [Essais sur l'histoire du matérialisme au XVIIe siècle et au XVIIIe siècle], Moscou-Léningrad, 1930.
- Философия и политика [Philosophie et Politique], Moscou, 1961.
- Материализм и диалектика в древнеиндийской философии // Вопросы философии. — 1956. — № 1. [Matérialisme et dialectique dans la philosophie antique indienne], in Questions de philosophie, 1956, n° 1.
- Социально-политические учения нового и новейшего времени, [Enseignements socio-politiques des temps nouveaux et modernes], tomes 1-3, Moscou, 1958-1967.